# Клитарх
Клитарх (греч. Κλείταρχος; IV век до н. э.) — древнегреческий историк; сын Динона из Колофона, автора сочинений по истории Персии и о жизни Александра Македонского.
О жизни Клитарха почти ничего не известно. Есть предположение, что он участвовал в походе Александра Македонского.
Из написанной Клитархом биографии Александра Великого, под заглавием: «Αί περί Αλεξανδρουί στορίαι» или, по Стобею, «Τά περί Αλεξανδρου» и состоявшей из 12 книг, до нас дошли лишь около 30 отрывков (у Элиана и Страбона). Эти отрывки были собраны и напечатаны Гейером («Alex. Mag. Histor. Scriptores», Лейпциг, 1844) и Мюллером («Scriptores Alex. M.», П., 1846). Они касаются, главным образом, похода в Индию. Сочинение Клитарха в древности ценилось за свои литературные достоинства и служило образцом для подобных биографий. Хотя историческое значение сохранившихся отрывков невелико, и некоторые преувеличивают деяния Александра, но всё-таки они часто дополняют Арриана и не лишены интереса для историков, исследующих время Александра Великого.